# ScientificCommons
ScientificCommons war ein Suchmaschinenprojekt des Instituts für Medien und Kommunikationsmanagement der Universität St. Gallen mit dem Ziel, frei zugängliche wissenschaftliche Ergebnisse umfassend öffentlich zugänglich zu machen. Die Suchmaschine wurde inzwischen eingestellt.
Über die Suchmaschine waren mehr als 35 Millionen Publikationen aus rund 1.200 Dokumentenservern und mehr als acht Millionen Autoren (Stand: Mai 2010) aus allen wissenschaftlichen Bereichen auffindbar.
ScientificCommons erfasste sowohl Metadaten (nach dem OAI-Standard; OAI: Open Archives Initiative) als auch Volltexte. Die ähnlichen Suchmaschinen OAIster und die Bielefeld Academic Search Engine erfassen dagegen nur die Metadaten der Dokumente.
Mittelfristiges Ziel war es, eines der größten Kommunikationsmedien für wissenschaftliche Ergebnisse und Produkte aufzubauen. Hierbei sollte vor allem die Schaffung einer leistungsfähigen, verteilten und skalierbaren Architektur im Vordergrund stehen, die den Zugang zu Wissen strukturieren und damit deutlich vereinfachen sollte.
Zu den Zielen von ScientificCommons gehörten:
- Lokalisierung wissenschaftlicher Artikel
- Identifizierung von Autoren
- Zuordnung von wissenschaftlichen Publikationen zu den jeweiligen Autoren
- Indizierung von Metadaten und Volltexten (PDF, Powerpoint, RTF, Word, Postscript)
- Semantische Verknüpfung der wissenschaftlichen Publikationen auf Basis von Ontologien
- Personalisierungsmöglichkeiten für Informationssuchende zu neuen Veröffentlichungen
- Upload neuer Publikationen direkt bei ScientficCommons und Zuordnung der vorhandenen Publikationen zum eigenen Forscherprofil.